# Sous la ville
Pour plus de détails, voir Fiche technique et Distribution.
Sous la ville (W ciemności) est un drame de guerre polono-germano-canadien réalisé par Agnieszka Holland, sorti en 2011.

## Synopsis
Durant la Seconde Guerre mondiale, Leopold Socha, employé municipal de la ville de Lviv chargé de l'entretien du réseau d'égouts, va être amené à exploiter puis protéger un groupe de juifs de la ville.

## Fiche technique
- Titre original : W ciemności
- Titre international : In Darkness
- Titre français : Sous la ville
- Titre québécois : Sous terre
- Réalisation : Agnieszka Holland
- Scénario : David F. Shamoon, d'après le roman In the Sewers of Lvov: A Heroic Story of Survival from the Holocaust de Robert Marshall
- Direction artistique : Marcel Sławiński et Katarzyna Sobańska-Strzałkowska
- Décors : Erwin Prib
- Costumes : Katarzyna Lewińska et Anna Jagna Janicka
- Photographie : Jolanta Dylewska
- Montage : Michał Żarnecki
- Son : Leszek Freund et Daniel Pellerin
- Musique : Antoni Komasa-Łazarkiewicz
- Production : Leander Carell, Marc-Daniel Dichant, Eric Jordan, Patrick Knippel, Juliusz Machulski, Steffen Reuter et Paul Stephens
- Sociétés de production : The Film Works et Schmidtz Katze Filmkollektiv
- Sociétés de distribution : Kino Świat (Pologne), Neue Film Produktion (Allemagne), Mongrel Media (Canada), Eurozoom (France)
- Pays d’origine :  Pologne,  Allemagne,  Canada
- Langue : polonais, allemand, yiddish, ukrainien
- Format : couleur - 35 mm - Son Dolby numérique
- Genre cinématographique : drame, guerre
- Durée : 144 minutes
- Dates de sortie :
  - États-Unis : 2 septembre 2011 (Festival du film de Telluride)
  - Canada : 11 septembre 2011 (Festival du film de Toronto)
  - Pologne : 5 janvier 2012
  - Allemagne : 9 février 2012
  - France : 10 octobre 2012

## Distribution
- Robert Więckiewicz (VQ : François L'Écuyer) : Leopold Socha
- Benno Fürmann (VQ : Daniel Picard) : Mundek Margulies
- Agnieszka Grochowska (VQ : Éveline Gélinas) : Klara Keller
- Herbert Knaup (VQ : Jean-Marie Moncelet): Ignacy Chiger, le professeur
- Maria Schrader (VQ : Natalie Hamel-Roy): Paulina Chiger, la femme d'Ignacy
- Kinga Preis : Wanda Socha, la femme de Leopold
- Krzysztof Skonieczny (VQ : Hugolin Chevrette): Szczepek Wróblewski, le jeune collègue de Socha
- Julia Kijowska (VQ : Aline Pinsonneault): Chaja, l'amante de Janek
- Marcin Bosak (VQ : Éloi Archambaudoin): Janek Weiss
- Jerzy Walczak (VQ : Jean-François Blanchard) : Jakob Berestycki
- Michał Żurawski : Bortnik, l'« ami » de Leopold devenu auxiliaire des nazis
- Oliwer Stańczak (VQ : Marguerite D'Amour) : Paweł Chiger, le fils de Paulina et Ignacy
- Milla Bańkowicz : Krystyna Chiger, la fille de Paulina et Ignacy
- Aleksander Mincer : Szlomo Landsberg
- Piotr Głowacki : Icek Frenkiel
- Maria Semotiuk : Mania Keller, la jeune sœur de Klara
- Zofia Pieczyńska : Stefcia Socha, la fille de Leopold et Wanda
- Etl Szyc : Szona Grossman
- Weronika Rosati : la jeune femme avec enfant
- Andrzej Mastalerz : Sawicki
- Ida Łozińska : Rachela Grossman
- Mania Łozińska : Teenager sister
- Dorota Liliental : Spectator
- Maja Bohosiewicz : Girl
- Alexander Levit : Kovalev
- Frank-Michael Köbe : Untersturmführer Gustav Wilhaus
- Joachim Paul Assböck : Nowak
- Ireneusz Czop : le SS du camp de Janowska

 Source et légende : version québécoise (VQ) sur Doublage.qc.ca

## Distinctions

### Récompenses
- 2011 : Meilleure réalisatrice au festival international de Valladolid

### Nominations
- 2012 : Oscar du meilleur film en langue étrangère